# 農業部林業試驗所太麻里研究中心
農業部林業試驗所太麻里研究中心位於臺灣臺東縣太麻里鄉，為中華民國農業部林業試驗所轄屬六座研究中心中，繼六龜研究中心以外唯二以林業經營為研究目標的中心，也是唯一一座位於臺灣東部地區的林業研究中心，該中心最早成立於臺灣日治時期，以金雞納樹栽種為主要研究項目。

## 沿革

### 日治時期
臺灣日治時期1933年（昭和8年）臺灣總督府為治療瘧疾，而金雞納樹樹皮所萃取出的奎寧，是治療瘧疾的藥物之一，因此於全臺各地則地進行金雞納樹栽種與試驗，總督府中央研究所林業部於臺東選定麻里蒲廬及依薄督設置「臺東藥用植物試驗地」進行金雞納樹育苗與造林試驗，1939年（昭和14年）中央研究所林業部獨立組織成為「林業試驗所」，轄屬的臺東藥用植物試驗地移設至太麻里溪下游平地，因此改名為「麻里蒲蘆林業試驗支所」。

### 戰後至今
第二次世界大戰戰後麻里蒲蘆林業試驗支所由後續成立的臺灣省政府接收，隸屬於農林廳，1946年4月經省政府核定組織章程，改稱為「林業試驗所太麻里分所」。1999年再因應「精省」，組織改隸屬於行政院農業委員會，組織名稱不變，2002年5月林業試驗所太麻里分所改稱為太麻里研究中心。2023年8月1日起隨農委會升格為農業部，更名為「農業部林業試驗所太麻里研究中心」。
2020年8月林業試驗所轄屬的太麻里及六龜研究中心，首度針對旗下的臺灣杉試驗林進行疏伐工作，太麻里與六龜中心的臺灣杉分別種植於1979年與1978年間，至今已40多年，雖林木生長狀況良好，但已出現生長競爭現象，因此初步疏伐面積太麻里中心為1公頃，六龜中心為2公頃作為試驗性質，並且也有助於提升木材的國產自給率。

## 組織架構
於林業試驗所太麻里分所時期設有副研究員兼任分所長一位、助理研究員一位、助理兩位、技工12位，總員額共16人，並下設第一（依薄督）與第二（麻里蒲廬），目前太麻里研究中心設有副研究員兩位，其中一位兼任中心主任，及三位助理研究員等。

## 試驗環境
太麻里研究中心轄有試驗林地約974公頃，海拔落在90~1,450公尺之間，年均溫攝氏24度，年均雨量1,800公厘，人工造林地面積約235公頃，其餘皆為試驗地或是天然林地。整體試驗林地再細分四個林區：
- 第一林區：占地484公頃，位於金峰鄉麻里蒲廬。
- 第二林區：占地面積471公頃，位於金峰鄉依薄督。
- 第三林區：占地面積7公頃，位於太麻里鄉大王村，為研究中心行政區域所在，設有辦公廳舍、溫室、苗圃、工作室、倉庫，及員工宿舍等。
- 第四林區：占地面積12公頃，於太麻里溪入海口處。

## 研究項目

### 第一林區
主要以高濃度紫杉醇品種紅豆杉枝葉栽培、牛樟種原保存，以及其他喜樹、青脆枝、土肉桂、痲瘋樹等特用植物之研究與利用。

### 第二林區
主要以保存原生植物種原，牛樟及烏心石舅，並在天然林中設置森林動態樣區，定期調查物種組成及生長變化。

### 第三林區
主要以推動環境教育，營造成為臺灣東部地區自然教育推廣場域，以作為本所東部原生樹種之育苗中心。

### 第四林區
因為於海岸邊，因此主要以海岸林試驗計畫為主，著重在海岸逆境造林及海岸生態複層林營造。